# Virgini matri
Virgini matri (lat. za 'Djevici Mariji') je hrvatska crkvena pjesmarica za liturgijsku glazbu objavljena 1921. u Zagrebu. Za muzikologiju i povijest crkvene glazbe važna je jer većina danas popularnih hrvatskih božićnih napjeva (Kyrie eleison, Svim na zemlji, O Betleme, Radujte se narodi...) potječu iz 19. stoljeća, prvi put u Hrvata objavljeni su u pjesmarici Napivi bogoljubnih pisama. Naknadno je Virgini Matri harmonizirao ravnatelj zagrebačkog konzervatorija Franjo Dugan i članovi Cecilijinskog društva. 